# Riekoperla naso
Riekoperla naso är en bäcksländeart som beskrevs av Günther Theischinger 1981. Riekoperla naso ingår i släktet Riekoperla och familjen Gripopterygidae. Inga underarter finns listade i Catalogue of Life.